# ویاچسلاو لیخا
ویاچسلاو لیخا (روسی: Вячеслав Николаевич Лыхо؛ زادهٔ ۱۶ ژانویهٔ ۱۹۶۷) ورزشکار دو و میدانی اهل روسیه است.